# Ateloglossa glabra
Ateloglossa glabra är en tvåvingeart som beskrevs av West 1925. Ateloglossa glabra ingår i släktet Ateloglossa och familjen parasitflugor.
Artens utbredningsområde är New York. Inga underarter finns listade.